# Penstemon bracteatus
Penstemon bracteatus är en grobladsväxtart som beskrevs av Karl Keck. Penstemon bracteatus ingår i släktet penstemoner, och familjen grobladsväxter. Inga underarter finns listade i Catalogue of Life.